# Kerala Varma V
Kerala Varma V (Thrippunithura, 1846 – Thrippunithura, 12 settembre 1895) è stato un principe indiano.
Fu Maharaja di Cochin dal 1888 al 1895.

## Biografia
Kerala Varma ascese al trono alla morte del fratello maggiore, Rama Varma XIV. Era noto per la sua conoscenza della lingua inglese e per la fedeltà che aveva manifestato nei confronti dell'amministrazione inglese dell'India britannica, motivo per il quale aveva ricevuto il titolo di cavaliere commendatore dell'Ordine dell'Impero Indiano già prima della sua ascesa al trono.
Nel 1893, Kerala Varma visitò Benares, Gaya e Calcutta. Morì il 12 settembre 1895 a Tripunithura.